# Großer Krottenkopf
El Großer Krottenkopf es una montaña de los Alpes, con una altura de 2.657 m s. n. m. Es la cima más elevada de los Alpes Bávaros.
Se encuentra a lo largo de la frontera entre Alemania y Austria.
Según la clasificación SOIUSA, Großer Krottenkopf pertenece a:
- Gran parte: Alpes orientales
- Gran sector: Alpes del noreste
- Sección: Alpes Bávaros
- Subsección: Alpes de Allgau
- Supergrupo: Alpes de Allgau iss
- grupo: Grupo del Krottenkopf
- Código: II/B-22.II-C.8